# هيرويا إيشيمارو
هيرويا إيشيمارو (石丸博也 إيشيمارو هيرويا) (إسمه الحقيقي شينجي إيشيدي (石出伸二 إيشيدي شينجي)) هو ممثل ياباني ولد في 12 فبراير 1941 في محافظة مياغي.

## أدواره في التوكوساتسو
- ألترامان غينغا - ألترامان تارو (صوت)

## أدواره في الأنمي

### مسلسلات أنمي تلفزيونية
- مازنجر زد - ماهر
- مغامرات الفضاء: يوفو - جريندايزر - كوجي
- كينيتشي التلميذ الأقوى - أباتشاي هوباتشاي
- هيوغيمونو - هاشيبا هيديناغا
- طوكيو ريفنز - دايزين أمامي
- ماوكلي فتى الأدغال - باغيرا

### أوفا أنمي
- مازنكايزر - كوجي كابوتو

### أفلام أنمي
- فيلم ديجيمون أدفنتشر - سسمو ياغامي
- طوكيو غودفاذرز - ياسوؤو

## أدواره في ألعاب الفيديو
- سلسلة ألعاب تيكن
  - تيكن 3 - لي وولونغ
  - تيكن 4 - لي وولونغ
  - تيكن 5 - لي وولونغ
- ستريت فايتر X تيكن - لي وولونغ
- فاينل فانتسي 4 DS - إدج
- سلسلة ألعاب سوبر روبوت وورز
  - سوبر روبوت تايسن كومبليت بوكس - كوجي كابوتو

## أدواره في الدبلجة اليابانية
- المتحولون - روديموس برايم
- المتحولون: الفيلم - هوت رود/روديموس برايم
- ترانسفورمرز أنيميتد - روديموس برايم
- مغامرات جاكي شان - جاكي شان
- أكاديمية الشرطة - ماهوني
- كونغ فو باندا - مونكي
- كونغ فو باندا 2 - مونكي
- ذا سيمبسونز - دافمان، بارني غامبل (الصوت الأول)
- توم وجيري والصغيرة روبن - والد روبن
- ماكغايفر - أنغوس ماكغايفر

## وصلات خارجية
- هيرويا إيشيمارو على موقع IMDb (الإنجليزية)
- هيرويا إيشيمارو على موقع ألو سيني (الفرنسية)
- هيرويا إيشيمارو على موقع ميوزك برينز (الإنجليزية)
- هيرويا إيشيمارو على موقع قاعدة بيانات الفيلم (الإنجليزية)
- هيرويا إيشيمارو على موقع كينوبويسك (الروسية)
- هيرويا إيشيمارو على موقع ANN person (الإنجليزية)